# Học viện Hồi giáo quốc tế Fiqh ở Jeddah
Bản mẫu:Life in OIC
Học viện Hồi giáo Fiqh (tiếng Ả Rập: مجمع الفقه الاسلامي الدولي) là một Học viện nghiên cứu tiên tiến về đạo Hồi có trụ sở tại Jeddah, Ả Rập Xê Út. Rsolution No.8 / 3-C, (IS) được thông qua bởi Hội nghị thượng đỉnh Hồi giáo lần thứ ba, được tổ chức tại Makkah Al-Mukarramah và Taif kêu gọi thành lập Học viện Hồi giáo Fiqh (Jurisprudence). Bên cạnh khoa học Hồi giáo truyền thống, IFA tìm cách nâng cao kiến thức trong các lĩnh vực văn hóa, khoa học và kinh tế.